# Waldorf Music

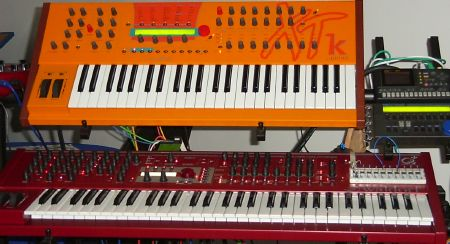
Waldorf XTk i Q

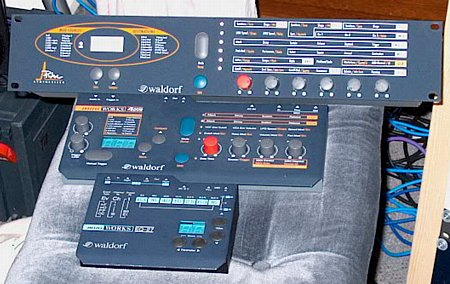
Waldorf Pulse, 4pole i EQ-27

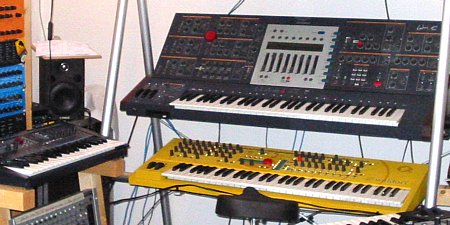
Waldorf Wave, Q oraz Micro Q (po lewej)

Waldorf Music GmbH – niemiecki producent syntezatorów, powstały w 2006 po przejęciu upadłego przedsiębiorstwa Waldorf Music AG.

## Historia
Firma, jako Waldorf Electronics GmbH, założona została w 1988 z inicjatywy Wolfganga Dürena. Wcześniej był on dystrybutorem produktów firmy Palm Products GmbH w Niemczech. Nazwa Waldorf odnosi się do miasta, w którym powstało przedsiębiorstwo.
Po kłopotach finansowych skutkujących oświadczeniem bankructwa w 2003 powołane zostało nowe przedsiębiorstwo pod nazwą Waldorf Music AG, które również stało się nierentowne. Firma wznowiła działalność dopiero w 2006 jako Waldorf Music GmbH.

## Produkty w porządku chronologicznym
- 1989 – Waldorf Microwave: rackowy syntezator wavetable
- 1990 – Waldord Midibay MB-15
- 1991 – Microwave Waveslave
- 1993 – Waldorf WAVE: syntezator wavetable
- 1994 – Microwave I V2.0
- 1995 – Waldorf Pulse: rackowy, monofoniczny syntezator analogowy
- 1997 – Waldorf Gekko Arpeggiator
- 1997 – Microwave II
- 1997 – Pulse+
- 1998 – Waldorf X-Pole: rackowy, filtr analogowy
- 1998 – Microwave XT
- 1998 – Microwave XT Limited Edition
- 1998 – Waldorf D-Pole: filtr w postaci wtyczki VST
- 1999 – Waldorf Q: syntezator VA
- 1999 – XTk
- 1999 – Q rack
- 2000 – Waldorf PPG 2.V: programowa wersja syntezatora PPG Wave
- 2000 – microQ
- 2001 – Waldorf Attack: automat perkusyjny w postaci wtyczki VST
- 2001 – microQ keyboard
- 2002 – Waldorf D-coder: wokoder w postaci wtyczki VST
- 2002 – Q+ - syntezator VA z dodatkowymi filtrami analogowymi
- 2002 – Waldorf A1
- 2003 – AFB-16
- 2006 – Waldorf Nano: moduł brzmieniowy przeznaczony dla klawiatur sterujących firmy CME
- 2007 – Waldorf Blofeld
- 2008 – Waldorf Blofeld Keyboard: wersja z kółkami pitch bend i modulation oraz czterookwatową klawiaturą wyposażoną w aftertouch
- 2009 – Waldorf Largo - syntezator w postaci wtyczki VST
- 2013 – Waldorf Rocket
- 2013 – Waldorf Pulse 2
- 2014 – Waldorf 2-Pole